# Baklalı, Arnavutköy
Baklalı là một xã thuộc huyện Arnavutköy, tỉnh Istanbul, Thổ Nhĩ Kỳ.